# Cordigliera di Apolobama
La Cordigliera di Apolobamba è una catena montuosa che fa parte delle Ande. Si erge al confine tra Perù e Bolivia a nord del Lago Titicaca, specificamente nel Chaupi Orco, nel nord-est del dipartimento di La Paz e termina nell'Altopiano di Guarayos. Si estende lungo una distanza di 50 km da Est a Ovest e 30 km da Nord a Sud.
Le cime più importanti della cordigliera sono il Chaupi Orco (6.044 m), Cololo (5.915 m), Palomani Grande (5.730 m), Nubi (5.710 m), Canisaya (5.706 m), Montserrat Norte (5.655 m), Cuchillo (5.655 m), Katantica Central (5.630 m), Ascarani (5.580 m) e l'Akamani (5.400 m).
La città principale della regione è Curva, situata ad oltre 3800 metri sul livello del mare. La città è considerata la capitale dell'etnia Kallawaya e della sua cultura, famosa per la sua conoscenza della natura e della medicina naturale.
Questa catena montuosa è stata esplorata per la prima volta nel 1911 organizzata dalla Royal Geographical Society. La regione era rimasta un po' isolata fino a quando, dopo gli anni 60, degli scalatori riuscirono a raggiungere le vette principali.